# Rolf Sorg
Rolf Sorg – niemiecki przedsiębiorca, założyciel i prezes PM-International AG.
Jako student Sorg rozpoczął od sprzedaży bezpośredniej produktów kosmetycznych. W 1993 roku firma, w której pracował, musiała ogłosić upadłość, a Sorg wykorzystał swoje oszczędności, aby założyć PM-International, a następnie rok później spółkę holdingową w Luksemburgu. W 1995 roku rozszerzył asortyment o suplementy diety. Od 2015 roku międzynarodowa siedziba firmy znajduje się w Schengen w Luksemburgu.
W 2013 Sorg pozwał Google za naruszenie jego dóbr osobistych poprzez dodawanie zapytań do wyszukiwarki. Wygrał sprawę przed niemieckim Federalnym Trybunałem Sprawiedliwości. Sorg mieszka w Luksemburgu od 1998 roku i posiada obywatelstwo luksemburskie. Jest żonaty z Vicki Sorg, która jest również aktywna w firmie jako ambasadorka charytatywna. Sorg jest ojcem dwójki dzieci.
W 2014 roku Sorg został uznany za jednego z Przedsiębiorców Roku przez niemiecką publikację Manager Magazin. W 2022 roku jego firma znalazła się na 9 miejscu listy Direct Selling News Global 100.

## Odznaczenia i nagrody
- W roku 2016, podobnie jak już 6 razy wcześniej, Rolf był finalistą konkursu „Przedsiębiorca roku”. Konkurs ten nagradza największe osiągnięcia na szczeblu zarządzania przedsiębiorstwem w Niemczech i Luksemburgu[13][14].
- Światowa Federacja Stowarzyszeń Sprzedaży Bezpośredniej WFDSA (World Federation of Direct Selling Association): Rolf Sorg został przez swoich kolegów wybrany do rady prezesów WFDSA[15].